# Campionati mondiali di sci nordico 2017 - Sprint a squadre dal trampolino lungo maschile
La gara dal trampolino normale a squadre maschile di combinata nordica ai Campionati mondiali di sci nordico 2017 si è svolta il 3 marzo 2017.

## Risultati

### Salto con gli sci
La sessione di salto con gli sci è iniziata alle 16:00
| Posizione | Pettorale | Nazione                                    | Distanza (m) | Punti             | Gap in tempo |
| --------- | --------- | ------------------------------------------ | ------------ | ----------------- | ------------ |
| 1         | 9         | Francia François Braud Maxime Laheurte     | 125.0        | 264.2 133.4 130.8 |              |
| 2         | 14        | Germania Eric Frenzel Johannes Rydzek      | 125.5 122.0  | 256.1 129.9 126.2 | +0:16        |
| 3         | 11        | Giappone Yoshito Watabe Akito Watabe       | 123.0        | 255.4 128.9 126.5 | +0:18        |
| 4         | 12        | Norvegia Magnus Krog Magnus Moan           | 126.5 119.5  | 252.2 133.2 119.0 | +0:24        |
| 5         | 13        | Austria Bernhard Gruber Wilhelm Denifl     | 123.5 120.5  | 250.2 126.7 123.5 | +0:28        |
| 6         | 10        | Finlandia Eero Hirvonen Ilkka Herola       | 118.0 121.0  | 240.0 118.0 122.0 | +0:48        |
| 7         | 2         | Slovenia Vid Vrhovnik Marjan Jelenko       | 114.5 121.5  | 232.1 109.2 122.9 | +1:04        |
| 8         | 8         | Italia Alessandro Pittin Samuel Costa      | 115.5 112.5  | 219.5 112.0 107.5 | +1:29        |
| 9         | 7         | Rep. Ceca Miroslav Dvořák Tomáš Portyk     | 115.0 112.0  | 214.4 110.4 104.0 | +1:40        |
| 10        | 4         | Estonia Kail Piho Kristjan Ilves           | 105.5 119.5  | 209.4 90.7 118.7  | +1:50        |
| 11        | 3         | Polonia Paweł Słowiok Adam Cieślar         | 107.5 112.5  | 200.9 95.5 105.4  | +2:07        |
| 12        | 6         | Stati Uniti Taylor Fletcher Bryan Fletcher | 109.5        | 200.1 99.5 100.6  | +2:08        |
| 13        | 5         | Russia Samir Mastiev Vjačeslav Barkov      | 105.5 112.5  | 194.4 90.9 103.5  | +2:20        |
| 14        | 1         | Ucraina Dmytro Mazurchuk Viktor Pasichnyk  | 103.5 104.5  | 172.1 84.7 87.4   | +3:04        |

### Sci di fondo
La sessione di sci di fondo è iniziata alle 15:30
| Posizione | Pettorale | Nazione                                    | Gap in partenza | Tempo                   | Posizione nel fondo | Tempo finale |
| --------- | --------- | ------------------------------------------ | --------------- | ----------------------- | ------------------- | ------------ |
| 1         | 2         | Germania Eric Frenzel Johannes Rydzek      | 0:16            | 28:45.8 13:58.7 14:47.1 | 6                   |              |
| 2         | 4         | Norvegia Magnus Moan Magnus Krog           | 0:24            | 28:38.8 13:53.0 14:45.8 | 1                   | +1.0         |
| 3         | 3         | Giappone Yoshito Watabe Akito Watabe       | 0:18            | 28:54.0 14:06.0 14:48.0 | 8                   | +10.2        |
| 4         | 5         | Austria Wilhelm Denifl Bernhard Gruber     | 0:28            | 28:44.5 14:28.1 14:16.4 | 5                   | +10.7        |
| 5         | 1         | Francia Maxime Laheurte François Braud     | 0:00            | 29:13.3 14:24.4 14:48.9 | 10                  | +11.5        |
| 6         | 8         | Italia Samuel Costa Alessandro Pittin      | 1:29            | 28:43.4 14:22.3 14:21.1 | 3                   | +1:10.6      |
| 7         | 6         | Finlandia Eero Hirvonen Ilkka Herola       | 0:48            | 29:24.5 14:42.2 14:42.3 | 11                  | +1:10.7      |
| 8         | 9         | Rep. Ceca Tomáš Portyk Miroslav Dvořák     | 1:40            | 28:48.2 14:20.6 14:27.6 | 7                   | +1:26.4      |
| 9         | 12        | Stati Uniti Bryan Fletcher Taylor Fletcher | 2:08            | 28:41.9 14:24.2 14:17.7 | 2                   | +1:48.1      |
| 10        | 11        | Polonia Adam Cieślar Paweł Słowiok         | 2:07            | 28:43.5 14:24.5 14:19.0 | 4                   | +1:48.7      |
| 11        | 7         | Slovenia Vid Vrhovnik Marjan Jelenko       | 1:04            | 29:47.3 14:54.8 14:52.5 | 12                  | +1:49.5      |
| 12        | 10        | Estonia Kristjan Ilves Kail Piho           | 1:50            | 29:02.9 14:21.3 14:41.6 | 9                   | +1:51.1      |
| 13        | 13        | Russia Samir Mastiev Vjačeslav Barkov      | 2:20            | LAP                     | LAP                 | LAP          |
| 14        | 14        | Ucraina Viktor Pasichnyk Dmytro Mazurchuk  | 3:04            | LAP                     | LAP                 | LAP          |